# Northern Territory
Northern Territory (dansk: Nordlige Territorium) er et territorium i den centrale og nordlige del af Australien. Northern Territory grænser op til delstaterne Western Australia i vest, Queensland i øst og South Australia i syd. Mod nordøst ligger Timorhavet, mod  nord og nordøst ligger Arafurahavet og mod nordøst ligger Carpentariabugten.

## Geografi
Northern Territory er med sine 1.349.129 km2 det største af Australiens to territorier (det andet er Australian Capital Territory i den sydøstlige del af landet) og det tredjestørste, hvis man medregner delstaterne, hvor Western Australia og Queensland er større. Northern Territory er det australske territorium eller delstat, der har næstfærrest indbyggere. Kun Australian Capital Territory har færre indbyggere.
Hovedstaden er den nordligt beliggende Darwin med 113.955 indbyggere. Byen blev etableret i 1869 af John Lort Stokes, der opkaldte byen efter Charles Darwin. De to andre store byer er Katherine og Alice Springs. De fleste byer ligger langs Stuart Highway, der er en vej på 3.200 km, der går mellem Darwin og Port Augusta i South Australia i den sydlige del af Australien. Den nordligste og mest befolkede del af Northern Territory kaldes for Top End.
I den sydvestlige del af Northern Territory (335 km sydvest for Alice Springs) ligger Uluru, også kendt som Ayers Rock.

## Klima
Northern Territory ligger i to klimazoner. Den nordlige del har et tropisk klima, hvor den gennemsnitlige temperatur ligger på 32 grader. Luftfugtigheden begynder typisk at stige til omkring 70%, når sommeren er på vej i november og december, som er den periode på året, hvor det regner mest. Der er derimod mere tørt om vinteren (maj til oktober).
Hvor den nordlige, tropiske del således kun oplever to årstider (regntid og tørtid) er der mere variation over klimaet i den sydlige del af Northern Territory, der samtidig udgør de centrale dele af Australien. Om sommeren (december til februar) ligger temperaturen typisk mellem 20 og 35 grader, mens temperaturen falder til mellem 3 og 20 grader om vinteren (juni til august).
170 km sydøst for Darwin i den nordlige del af Northern Territory ligger Kakadu Nationalpark, som er på UNESCO's Verdensarvsliste. Området huser over 5.000 steder med aboriginerkunst, der blev lavet for mellem 40.000 og 50.000 år siden. Området huser desuden over 1.700 planterarter.

## Historie
Northen Territory har været beboet i mindst 50.000 år og er således hjemsted for den ældste endnu eksisterende kultur i verden. Blandt andet stammer yolngufolket fra Arnhem Land i den nordøstlige del af territoriet, hvor de stadig lever på traditionel vis. Cirka halvdelen af Northern Territory betragtes som aboriginerland, hvor der tales mere end 80 aboriginersprog. Da briterne kom til området i 1788 blev der imidlertid talt 250 sprog blandt de dengang 300.000 oprindelige indbyggere. Andre aboriginerfolkeslag er blandt andre arrernet, warlpiri og pitjantatjara, der lever i den sydlige del af Northern Territory, også kaldet det røde center. Den oprindelige befolkning var både kunstnere og jægere og havde handelsforbindelse med både Indonesien og det sydlige Kina.
I 1976 blev Aboriginal Land Rights Act vedtaget efter at aboriginerne siden 1960'erne havde kæmpet for lige rettigheder.